# Nampont
Nampont (hay Nampont-Saint-Martin) là một xã ở tỉnh Somme  trong vùng Hauts-de-France của Pháp.

## Địa lý
Thị trấn này tọa lạc hai bên bờ sông Authie, tại giao lộ của các đường N1 và đường D12, giáp ranh giữa tỉnh Somme và tỉnh Pas-de-Calais.

## Dân số
| 1962                                                           | 1968 | 1975 | 1982 | 1990 | 1999 |
| -------------------------------------------------------------- | ---- | ---- | ---- | ---- | ---- |
| 335                                                            | 342  | 305  | 263  | 242  | 228  |
| Số liệu điều tra dân số từ năm 1962, dân số không tính hai lần |      |      |      |      |      |